# مانتو

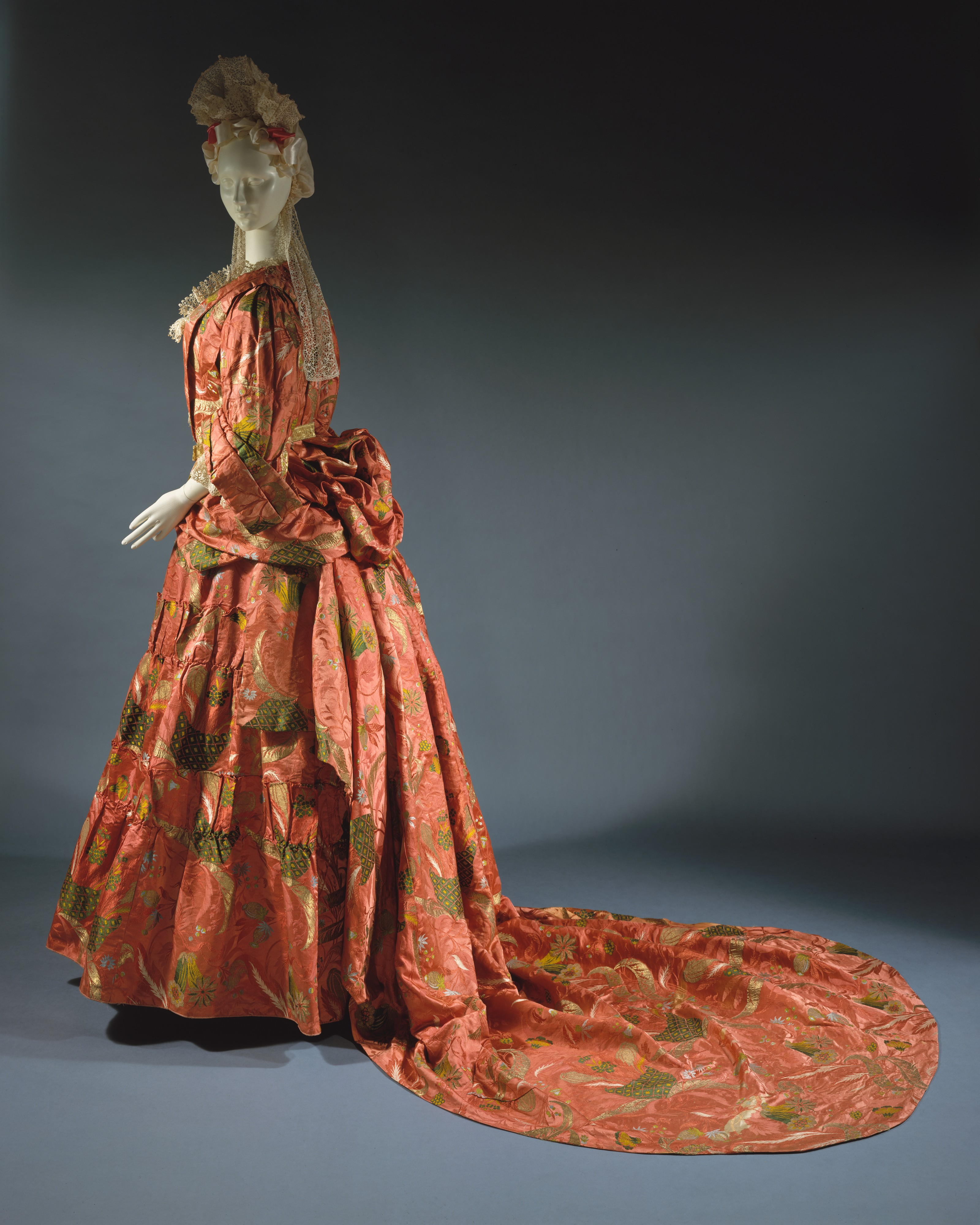
مانتو بریتانیایی c. 1708 (MET)

مانتو (به فرانسوی: manteau) یا روپوش پوشاکی است که معمولاً روی پوشاک دیگر، تن می‌کنند. اینکه نخستین استفاده از مانتو توسط زنان یا مردان بوده، مشخص نیست اما نخستین استفاده توسط زنان، شامل پوشاکی بسیار بسته و گشاد بوده‌است. مانتوها در اوایل به‌طور معمول، توسط کارگران (احتمالاً زن) که در مشاغل پایین دست و مراقبتی که امکان کثیف شدن لباس در آن بالا بود، پوشیده می‌شدند. اما به شکل محدود توسط گروهی از اشراف اروپایی که مد متفاوتی داشتند هم پوشیده می‌شد. این پوشاک، امروزه در ایران، کارکردهای اداری، فرهنگی، مذهبی و سیاسی دارد و پس از انقلاب ایران، گونه‌ای مانتوی مناسب با فرهنگ انقلابی توسط رابط‌های سیاسی فرانسوی به ایرانیان پیشنهاد شد که با تغییراتی جزئی مورد پذیرش این کشور قرار گرفت و اکنون نیز استفاده می شود.

## تاریخچه
نخستین اسناد از پوشیدن مانتو، به حدود قرن هفده تا هجدهم میلادی اشاره دارند. اینکه نخستین استفاده از مانتو توسط زنان یا مردان بوده، مشخص نیست اما نخستین استفاده توسط زنان، شامل پوشاکی بسیار بسته و گشاد بوده‌است. همچنین در منابعی اشاره شده‌است که مانتوها در بعضی از جلسات دادگاه‌ها پوشیده می‌شدند. با این حال بیشتر منابع، تفکیکی را میان مانتوهای اشراف که بسیار نایاب بودند با مانتوهای معمول قائل شدند.
مانتوها در اوایل، به‌طور معمول، توسط کارگران (احتمالاً زن) که در مشاغل پایین دست و مراقبتی که امکان کثیف شدن لباس در آن بالا بود، پوشیده می‌شدند. اما به شکل محدود توسط گروهی از اشراف اروپایی که مد متفاوتی داشتند، پوشیده می‌شد و آثار هنری نیز این موارد را به تصویر کشیده‌اند.
به شکل محدود، مانتو به نژادپرستی غربی نیز اشاره داشته‌است و منابع اروپایی اشاراتی به پوشاندن مانتو بر تن خدمتکاران خارجی داشته‌اند. گاه این تعیین پوشاک که توسط بالادستان غربی انجام می‌شد، حالتی نژادپرستانه و برای یادآوری جایگاه پایین کارگران خارجی داشت.
با وجود پایان دوران مانتو در زادگاهش، این پوشاک بعداً توسط سیاستمداران فرانسوی به چند کشور دیگر پیشنهاد شد. پس از انقلاب ایران، نوعی مناسب با فرهنگ انقلابی توسط رابط‌های سیاسی فرانسوی به ایرانیان پیشنهاد شد که با تغییراتی جزئی مورد پذیرش این کشور قرار گرفت.

## در ایران

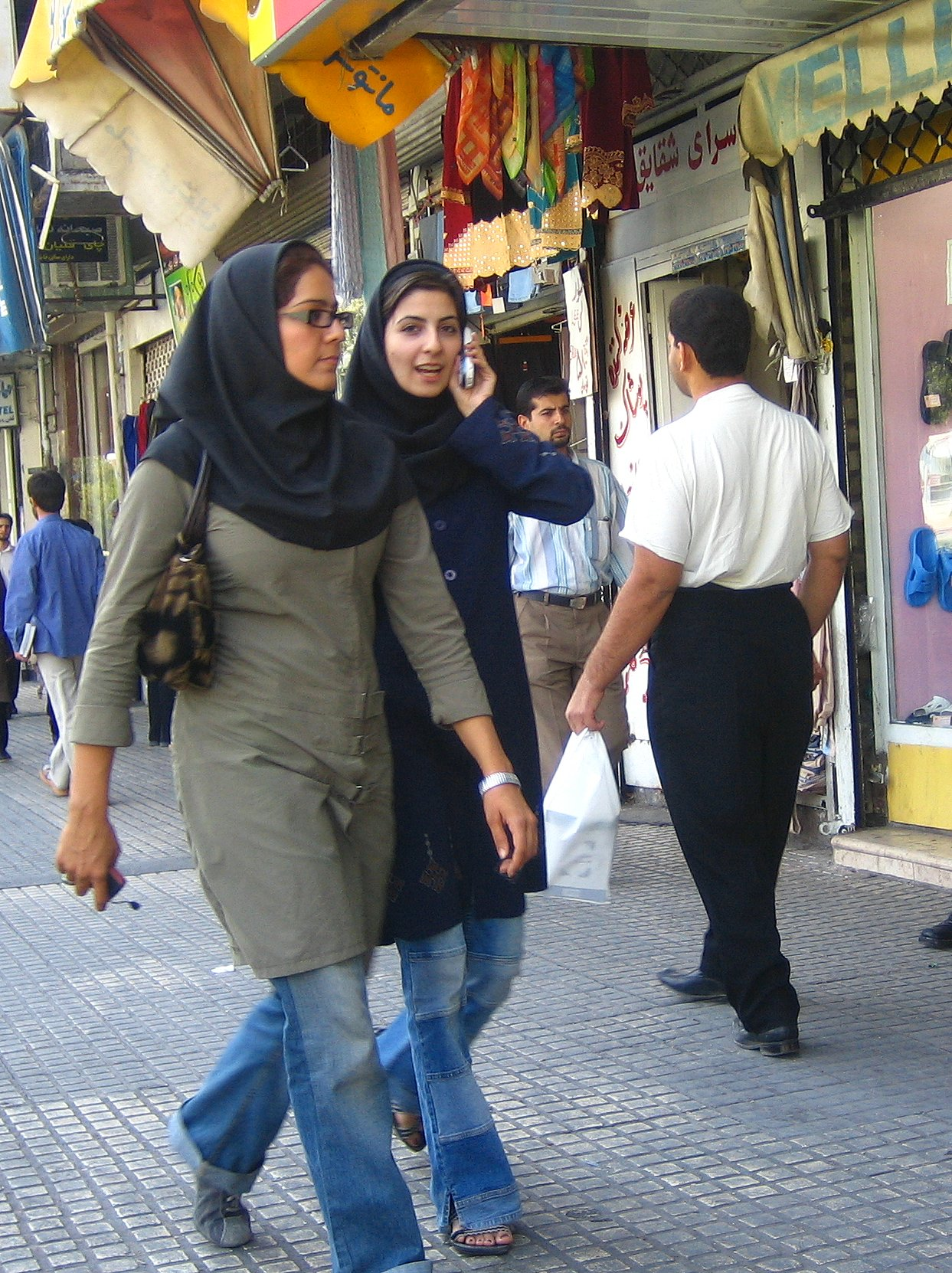
دو زن ایرانی با مانتو

در ایران، مانتو به عنوان نوعی حجاب اسلامی برای زنان استفاده می‌شود. همچنین از گذشته‌های دور، در مدارس دخترانه مانتو به عنوان لباس متحدالشکل دانش‌آموزان به کار می‌رفته و امروزه نیز به کار می‌رود.
استفاده از انواع مانتو، در محل‌ها و مناسبت‌های گوناگون مرسوم است. در تهران بانوان شاغل در ادارات دولتی و بعضی سازمان‌های خصوصی مانتو با آرم و نماد متفاوتی نسبت به زنانی که کارفرمای خصوصی ندارند به تن می‌کنند. همچنین مانتوی میهمانی ممکن است با مانتو روزانه متفاوت باشد.
پوشش پذیرفته شده از نظر قانون این است که مانتو همراه با شلوار پوشیده شود. قانون پوشش در بسیاری از ادارات و سازمان‌ها در ایران برای زنان هم مانتو شلوار هست.

### فرهنگ
مسئولان فرهنگی در ایران در تلاش هستند تا جایگاه مانتو را در پوشش زنان به چادر بدهند. در همین رابطه طرح چادر ملی مطرح گردید و اعلام شد که این چادر برای خانمهایی که قبلاً از مانتو استفاده می‌کردند، طراحی شده‌است. این مسئولان اعلام کرده‌اند که چادرها و مانتوهای طراحی شده توسط آنان پوشش مناسبی برای زنان ایرانی است و می‌تواند الگوی پوشش ایرانی و اسلامی زنان باشد. آنان با برگزاری جشنواره‌هایی در خصوص عرضه مانتو و چادر، بر تغییر ذائقه بانوان به طرح‌های خود تأکید می‌کنند.
از سوی دیگر در سریال‌ها و فیلم‌های ایرانی پخش شده از صدا و سیمای جمهوری اسلامی ایران، زنان تحصیلکرده با حجاب مانتو و زنان سنتی با حجاب چادر به تصویر کشیده می‌شوند.
امروزه مانتوهایی با طراحی بر اساس لباس‌های سنتی اقوام مختلف مانند مانتو عربی، کرد و لر و بلوچ و حتی با طرح تزئینی اشعاری از شعرای ایران با خط نستعلیق به بازار عرضه می‌شود.

### طرح امنیت اجتماعی
مانتو در طرح امنیت اجتماعی نیز نقشی اساسی داشت. بسیاری از بانوان در این طرح، به اتهام کوتاه بودن مانتو، دستگیر شده و حتی مورد ضرب و شتم قرار گرفتند. در همین رابطه واحدهای تجاری و تولیدی متخلف تعطیل و پلمپ شده‌اند.
بر اساس ابلاغیه اتحادیه خیاطان تهران، طول قد مانتو برای آنکه به عنوان حجاب محسوب گردد نباید از ۱۰۰ سانتیمتر کمتر باشد و تولید و عرضه مانتوهای کوتاه‌تر ممنوع است. با این حال، استفاده از مانتو، به قد استفاده‌کننده نیز بستگی داشته و خانم‌های بلندقد حق استفاده از مانتوهای مناسب خانم‌های کوتاه قد را ندارند.

### سیاست
مانتو در سیاست معاصر ایران نیز تاثیراتی داشت. اندکی قبل از انتخابات ریاست جمهوری ایران در سال ۱۳۸۸، برخی خبرگزاری‌های حامی محمود احمدی‌نژاد، از هدیه دادن ۲۰۰ هزار مانتوی سبز رنگ به ارزش ۴۰ میلیارد ریال توسط فائزه هاشمی به زنان و دختران حامی میرحسین موسوی خبر دادند. این در حالی بود که در انتهای همان خبر، شایعه بودن آن تاکید شده بود. همچنین این خبرگزاری‌ها، دستورالعمل‌های مربوط به رنگ مانتو در اوایل انقلاب ایران را به عنوان سند دستور وضع مقررات ویژه رفت‌وآمد بانوان در دوران نخست وزیری میرحسین موسوی انتشار دادند.